# Почаево (Смоленская область)
Почаево — деревня в Смоленском районе Смоленской области России. Входит в состав Сметанинского сельского поселения. Население — 191 житель (2007 год). 
Расположена в западной части области в 27 км к западу от Смоленска, в 2 км западнее автодороги М1 «Беларусь», на берегу реки Крапивня. В 5 км южнее деревни расположена железнодорожная станция Воронино на линии Москва — Минск. 

## История
В годы Великой Отечественной войны деревня была оккупирована гитлеровскими войсками в июле 1941 года, освобождена в сентябре 1943 года. 